# Kožatkovití
Kožatkovití (Dermochelyidae) jsou čeledí želev, které nemají krunýř, ale pouze zrohovatělou kůži.
Jediným recentním druhem je kožatka velká.